# Xavier Bartolo i Moliné
Xavier Bartolo i Moliné nascut a Bellvís, El Pla d'Urgell, el 7 d'octubre de 1968 és un exfutbolista i entrenador de futbol català. Ocupava la posició de davanter.

## Trajectòria
Format a la UE Lleida, s'incorpora al primer equip el 1991 després d'una temporada a la UE Fraga. Durant dos anys va ser davanter suplent amb els lleidatans, que va culminar amb l'històric ascens a primera divisió de 1993. El davanter aportaria fins a 8 gols en eixa campanya.
A la màxima categoria, la temporada 93/94, Bartolo va jugar 10 partits, sense marcar un gol. A l'any següent, de nou a Segona, va jugar 21 partits més amb el Lleida. Posteriorment, va militar al CD Leganés i al Gimnàstic de Tarragona, on va penjar les botes el 1998.
Després de la seua retirada, ha estat vinculat al món del futbol com a preparador físic d'equips com el mateix Nàstic de Tarragona, el CE Castelló o l'Hèrcules CF. El 2014 fitxa com a tal pel Club de Futbol Reus Deportiu, i el 2018 fou nomenat entrenador de l'equip de la capital del Baix Camp. El maig de 2019 s'anuncià el seu fitxatge com a entrenador del Gimnàstic de Tarragona.